# لی جین-یونگ
لی جین-یونگ (انگلیسی: Lee Jin-young؛ زادهٔ ۱۵ ژوئن ۱۹۸۰) بازیکن بیس‌بال اهل کره جنوبی است.